# Marcus Browne (Boxer)
Marcus Recardo Browne (* 10. November 1990 in Staten Island, New York City, New York, USA) ist ein US-amerikanischer Boxer und ehemaliger Interimsweltmeister der WBA im Halbschwergewicht.

## Amateurkarriere
Marcus Browne absolvierte die Concord High School, begann im Alter von 13 Jahren mit dem Boxsport und trainierte als Amateur im Atlas Cops 'N Kids Boxing Club von Clifton in Staten Island. Er gewann 2011 die nationale Olympiaqualifikation mit Siegen gegen Sean Bettencourt, Jeffrey Spencer, Jerry Odom sowie Siju Shabazz und wurde daraufhin zu den Weltmeisterschaften 2011 nach Baku entsandt, wo die internationalen Startplätze für die Olympischen Spiele 2012 in London vergeben wurden. Browne besiegte zwar Yoshitsuna Okada aus Japan und Levan Guledani aus Georgien, unterlag jedoch im entscheidenden Achtelfinalkampf gegen den Russen Jegor Mechonzew.
Er musste daher in die kontinentale Qualifikation 2012 in Rio de Janeiro, für die er sich mit dem Gewinn der US-Meisterschaft 2012 empfahl. Er hatte dabei Craig Duncan, Mario Davis, Malcolm Jones, Anthony Sims und Steven Nelson besiegt. In der kontinentalen Qualifikation 2012 erreichte er dann den ersten Platz, nachdem er sich gegen Declan Calliste aus Trinidad und Tobago, Felix Valera aus der Dominikanischen Republik, Carlos Góngora aus Ecuador und Yamaguchi Falcão aus Brasilien durchgesetzt hatte.
Somit konnte er an den Olympischen Spielen 2012 in London teilnehmen, wo er im ersten Kampf gegen Damien Hooper aus Australien ausschied.

## Profikarriere
Am Anfang seiner Profikarriere wurde er von Óscar de la Hoya promotet (Golden Boy Promotions). Im September 2012 unterzeichnete er einen Profivertrag beim US-amerikanischen Promoter und Manager Al Haymon. Seine Trainer sind Gary Stark und Andre Rozier. Sein Profidebüt gewann er am 9. November 2012.
In 22 Kämpfen blieb er ungeschlagen, wobei er 16 vorzeitige Siege erreichte, davon 9 in der ersten Runde. Er besiegte dabei unter anderem Boxer mit positiven Bilanzen wie Cornelius White (21-3), den ehemaligen WBA-Weltmeister Gabriel Campillo (25-7), Radivoje Kalajdžić (21-0), Thomas Williams (20-2) und Sean Monaghan (28-0). Er konnte daraufhin in seinem 23. Kampf um die Interims-Weltmeisterschaft der WBA boxen und gewann das Duell am 19. Januar 2019 einstimmig nach Punkten gegen Badou Jack (22-1).
Am 3. August 2019 verlor er nach Punkten gegen Jean Pascal (33-6) und am 17. Dezember 2021 durch K. o. gegen den IBF- und WBC-Weltmeister Artur Beterbijew (16-0).